# Fusée au bicarbonate de sodium
La fusée au bicarbonate de sodium/Vinaigre (également appelée "fusée chimique" ou "fusée VBS") est une expérience permettant d'illustrer le principe d'action/réaction et des réactions chimiques.
Il s'agit, dans un boîtier fermé, de faire réagir du bicarbonate de sodium et du vinaigre. Il y a une formation d’une mousse et d’un gaz CO2 qui en faisant augmenter la pression fait sauter le bouchon, la pression étant suffisante pour propulser une bouteille en plastique à une cinquantaine de mètres, ce qui en fait une expérience spectaculaire de chimie et de physique amusante.

## Réalisation
Le corps d'une fusée artisanale est généralement constitué d'une bouteille en plastique, à laquelle on accole des ailerons et une ogive, qui peut éventuellement contenir un parachute, bien que l'altitude atteinte et la solidité des matériaux utilisés ne nécessitent normalement pas de freinage pour l'atterrissage.
Pour lancer une fusée, il faut que la réaction ne commence que quand elle est positionnée sur son pas de tir. Il faut par conséquent pouvoir y stocker le vinaigre et le bicarbonate, puis placer un bouchon, sans que la réaction ne se produise. En pratique, cela se fait en retournant la fusée puis :
1. en la remplissant partiellement de vinaigre ;
2. en glissant par le goulot un sachet constitué de papier toilette, rempli de bicarbonate et fermé par une ficelle qui dépassera du goulot : ce sachet doit être dimensionné pour ne pas atteindre le niveau du vinaigre ;
3. en enfonçant un bouchon de liège, qui vient à la fois boucher la bouteille et pincer la ficelle qui retient le sachet de bicarbonate ;
4. en retournant alors la fusée et en la plaçant rapidement à l'endroit choisi comme pas de tir.

Le vinaigre entre alors en contact avec le sachet de bicarbonate. Celui-ci étant réalisé en papier toilette, il perd rapidement son intégrité, permettant une réaction rapide. Le dégagement de dioxyde de carbone augmente fortement la pression dans la fusée, ce qui finit par expulser le bouchon, puis le liquide, propulsant alors la fusée par réaction. Une fois le liquide expulsé, l'excès de gaz sort également, mais compte tenu de sa faible masse, il n'aura qu'un effet mineur sur la propulsion, qui est essentiellement due à l'éjection de liquide, comme avec une fusée à eau.

## Réaction chimique
Le bicarbonate de soude, est un produit chimique pur nommé bicarbonate de sodium (NaHCO3).
Dissout dans l’eau, il se sépare en ions sodium (Na+) et en ions bicarbonate (HCO3−) : NaHCO3 → Na+(aq) + HCO3−(aq).
Le vinaigre est une solution aqueuse faiblement concentrée en acide éthanoïque (5 %), composée d'ions oxonium (H3O+) et d'ions éthanoate (CH3COO−) : CH3COOH + H2O<–> H3O+(ap) + CH3COO−(ap).
La réaction entre le bicarbonate de soude et le vinaigre est double : une réaction acido-basique suivie d’une réaction de décomposition.
- Les ions oxonium réagissent avec les ions bicarbonate pour former un nouveau produit appelé l’acide carbonique (H2CO3) : H3O+ + HCO3− → H2CO3 + H2O

- L’acide carbonique ainsi formé se décompose immédiatement en un gaz, le dioxyde de carbone (CO2), et en eau (H2O) : H2CO3 → H2O + CO2

D'où la réaction complète : 
NaHCO3(aq) + CH3COOH(aq) → CO2(g) + H2O(l) + CH3COONa(aq)